# Leto brez poletja
Leto 1816 je znano kot leto brez poletja (tudi »leto revščine«, »poletje, ki to ni bilo«, »zamrznjeno do smrti«), zaradi hudih podnebnih anomalij, ki so na svetovni ravni povzročile padec povprečne temperature za med 0,4 °C in 0,7 °C. Posledice so bile vidne v primanjkljaju živilskih dobrin na severni polobli. Za vzrok anomalije je bil najverjetneje kriv izbruh ognjenika Tambora na območju današnje Indonezije (največji izbruh v zadnjih 1300 letih) leta 1815. Zemlja je v tem času že bila v dolgem obdobju ohladitve, znanem danes kot "mala ledena doba", kar je že pred izbruhom Tambore vplivalo na znatno poljedelsko stisko v Evropi. Obdobje ohladitve je trajalo tudi po izbruhu ognjenika in vplivalo na zaostritev razmer.

## Opis
Leto brez poletja je bilo za poljedelstvo katastrofalno obdobje. Zgodovinar John D. Post je to obdobje poimenoval »zadnja velika eksistenčna kriza zahodnega sveta«. Posledice nenavadnih podnebnih odstopanj leta 1816 so bile najbolj vidne na atlantskem delu Kanade, v zvezni državi New England (ZDA) in delno po zahodni Evropi. V teh predelih Kanade in ZDA so pozno spomladi in poleti razmeroma stabilne temperature: v povprečju med 20 in 25 °C, redko pod 5 °C. Poletni sneg je izjemna redkost. 

## Severna Amerika
Po nekaterih delih Severne Amerike se je leta 1816 vztrajno podila »suha megla«, ki je pordečila in zatemnila sončno svetlobo do te mere, da so bile sončne pege vidne s prostim očesom. Megla se ni razpršila ne z vetrom ne z deževjem. Označili so jo »stratosferska sulfatna snov«.
Na višjih predelih, kjer je bilo poljedelstvo oteženo tudi v dobrih letinah, je hladna klima dodatno škodila kmetijstvu. V maju istega leta je zmrzal uničila večino pridelka na višjih predelih New Englanda in New Yorka. 6. junija je v Albanyju v državi New York in Dennysvillu padel sneg.
O pojavu je bilo izrečenih veliko mnenj. Pesnica Sarah Snell Bryant iz zvezne države New England je v svoj dnevnik napisala »Weather backward« (Narobe vreme). V cerkvi verske sekte v zvezni državi New York, blizu New Lebanona, je Nicholas Bennet maja 1816 zapisal: "Vse je bilo zamrznjeno" in hribi so bili "neplodni kot zima". V maju so temperature skoraj vsak dan padle pod ledišče. 9. junija je zemlja zamrznila in 12. junija so bili "shakerji" prisiljeni ponovno zasaditi od mraza uničene pridelke. 7. julija so bile temperature tako nizke, da je bila obrod uničena. Tudi gričevje v Berkshiru je zamrznilo 23. avgusta in večina zemlje na severovzhodu.
Neki zgodovinar iz Massatchusettsa je ujmo analiziral: "Skoraj vsak dan so se pojavljale hude zmrzali; 7. in 8. junija je padel sneg, bilo je tako hladno, da so pridelki zmrzovali do korenin". Zgodaj jeseni je bila še nezrela koruza zamrznjena do te mere, da ni mogla zoreti in se je ni splačalo obrati. Primanjkovalo je sestavin za peko kruha, cene so bile visoke in revni sloj je bil pogosto brez hrane. Treba je vedeti, da žitnice z "zahoda" takrat niso bile dobavljive preko železniških povezav, in prebivalci so se morali zanašati na lastne vire oziroma na druge ljudi v bližini.
V kraju Cape May (New Jersey) je proti koncu junija zmrzal trajala 5 noči zapored in tako na pridelku povzročila obširno škodo.
V juliju in avgustu so poročali o ledenih ploščah na rekah in jezerih na ozemlju vse do severozahodnega dela Pensilvanije. 20. in 21. avgusta so o zmrzali poročali tudi v zvezni državi Virginija. Nagel padec v temperaturi je bil pogost pojav: od normalnih poletnih temperatur (35 °C) se je temperatura znižala do temperatur blizu ledišča v samo nekaj urah. Z znižanjem povprečne temperature so se lažje spopadali na območjih, kjer so bili vajeni dolgih zimskih obdobij. Osrednja težava je bil vpliv vremena na pridelke, kar je povzročilo pomanjkanje hrane. Zmanjšale so se tudi zaloge lesa za kurjavo.
Thomas Jefferson se je po upokojitvi v kraju Monticello (Virginija) ukvarjal s pridelavo živil, posledice ohladitve na poljedelstvo so ga prisilile v zadolžitev. Jefferson zdaleč ni osamljen primer, veliko ljudi je bilo prisiljenih v zadolževanje. 13. septembra so v časopisu iz zvezne države Virginija poročali o primanjkljaju v pridelku od polovice do dveh tretjin celotne kapacitete in dodali, da sta mraz in suša pogasila vse upanje. V časopisu iz kraja Norfolk (Virginia) so zapisali: "Smo že na polovici meseca julija in še ne moremo reči, da je vreme poletju primerno. Že več kot tri mesece prevladujejo vetrovi z vzhoda, sonce je povečini zatemnjeno in nebo je prekrito z oblaki; zrak je vlažen in neprijeten in pogosto tako srhljiv, da je umik h kaminu zelo zaželen."
Lokalni kmetje so uspešno pridelali le delček poljščin, cena koruze in drugih žit je dramatično rastla. Cena ovsa je na primer porastla z 12 ¢/enoto (mernik, 3,4 $/m³) leta 1815 (danes 1,55 $) na 92 ¢/enoto (mernik, 26 $/m³) v letu 1816 (danes 12,78 $). Izpad v pridelku je dodatno podkrepilo neprimerno prevozniško omrežje: z le nekaj kopenskimi ali plovnimi potmi, brez železniške povezave, je bil uvoz živil drag.

## Evropa
Nizke temperature in obilno deževje so v Veliki Britaniji in na Irskem onemogočili žetev. Iz Walesa so se družine v iskanju hrane preseljevale zelo daleč. Lakota se je zaradi izpada pridelka pšenice, ovsa in krompirja razširila na sever in jugozahod Irske. V Nemčiji je bila kriza tako huda, da so cene visoko porastle. Zaradi takrat še neznanih okoliščin krize se je prebivalstvo širom Evrope zbiralo v demonstracijah pred tovarnami žita in pekarnami, kasneje so se protesti sprevrgli v izgrede, zasede in kraje. Za Evropo je to bilo najhujše obdobje lakote 19. stoletja.
Posledice so bile široko razširjene in so trajale vse do zime in dlje. Leta 1816 in 1817 so bila v Švici poletja tako hladna, da je pod ledenikom Gietro nastal naravni ledeni jez, visoko v dolini Val de Bagnes. Kljub številnim poskusom drenaže rastočega jezera s strani inženirja Ignaza Vanetza se je jez junija leta 1818 podrl.

## Azija
Na Kitajskem je mrzlo vreme uničilo drevesa, riževe poljščine in vodne bivole predvsem na severu. Poplave so uničile veliko drugih poljščin. Izbruh vulkana Tambora je vplival na sezono monsunov in posledično povzročil ogromne poplave v dolini Yangtze. V Indiji je pozna sezona monsunov povzročila hudournike in hudo širjenje kolere od regije v bližini reke Ganges v Bengalih pa vse do Moskve.

## Vzroki
Danes je splošno znano, da je bil glavni vzrok vremenskih sprememb izbruh ognjenika med 5. in 15. aprilom 1815 na otoku Sambawa v Indoneziji (del nizozemske kolonije, med Napoleonovo okupacijo Nizozemske pa pod francosko vladavino), kot je to opisano v delu Thomasa Stamforda. Indeks vulkanske eksplozivnosti izbruha je bil 7 - velikanski naravni dogodek, ki je izvrgel ogromno vulkanskega pepela v zgornjo atmosfero. To je bil največji tovrstni dogodek po izbruhu vulkana Hatape leta 180 n. št. Posebnega pomena je tudi dejstvo, da se je izbruh leta 1815 zgodil v obdobju nenavadno nizke sončne aktivnosti v zadnjih desetletjih dobe, ki jo danes imenujemo mala ledena doba.
Drugi pomembnejši izbruhi (VEI nad 4) v tem obdobju:
- 1812: La Soufrière, Karibi
- 1812: Sangihski otoki, Indonezija
- 1813: otoki Ryukyu, Japonska
- 1814: Mayon, Filipini
Navedeni izbruhi so dodatno prispevali h količini atmosferskega prahu. Značilnost velikega izbruha je padec povprečne svetovne temperature zaradi zmanjšanega preboja sončne svetlobe skozi stratosfero.
Na osnovi analize iz leta 2012, ki jo je opravil inštitut Barkeley Earth Surface Temperature, je Tambora leta 1815 povzročila padec povprečne svetovne temperature za 1 °C. Manjše padce v temperaturi so zabeležili pri izbruhih med letoma 1812 in 1814.

## Posledice
Kot posledica zaporednih izbruhov so bile prej omenjene poljščine že nekaj let oslabljene; zadnji udarec je zadal vulkan Tambora. Evropa, ki je bila že načeta zaradi Napoleonovih vojn, je utrpela še pomanjkanje hrane. Shodi so se začeli v Veliki Britaniji in Franciji, žitna skladišča so bila izropana. Nasilje je bilo izrazitejše v Švici, kjer je lakota povzročila, da je vlada razglasila izredne razmere. Dogodku se pripisujejo huda neurja in nenavadna količina dežja s poplavljanjem osrednjih evropskih rek (vključno z Renom) ter zmrzal v avgustu. Leta 1816 in 1819 je na Irskem izbruhnila epidemija tifusa, dodatno podkrepljena z lakoto, ki jo je povzročilo "leto brez poletja". Ocenjeno je bilo, da je na Irskem tragično klonilo 100.000 ljudi. BBC-jev dokumentarni film je poročal o podvojeni umrljivosti v Švici leta 1816, kar je pomenilo 200.000 smrtnih žrtev v celi Evropi.

## Kulturne posledice
V tem obdobju je visoka raven "tefre" (vulkanska snov) v atmosferi botrovala nenavadno slikovitemu sončnemu zahodu, uprizorjenemu na slikah umetnika J. M. W. Turnerja. Podobne pojave so opažali po izbruhu vulkana Krakatav leta 1883 in po izbruhu vulkana Pinatubo leta 1991 na zahodni obali ZDA in Filipinih.
Pomanjkanje ovsa za krmo konjev je najverjetneje navdihnilo nemškega izumitelja Karla Draisa pri raziskovanju načinov prevoza brez uporabe konja. To je privedlo do izuma prednika kolesa in je pomenilo korak k mehanizirani obliki osebnega prevoza.
"Leto brez poletja" je najverjetneje pripomoglo tudi k priseljevanju ljudi v notranjost Severne Amerike (ZDA), posebno kmečkih družin iz predela New Englanda (kar je danes zahodni del New Yorka in bližnjega zahoda) v iskanju primernejše klime, rodovitnejše zemlje in boljših pogojev za poljedelstvo.
Po mnenju zgodovinarja L. D. Stillwella je Vermont utrpel upad prebivalstva za ca. 10.000 do 15.000 prebivalcev. Med tistimi, ki so zapustili Vermont, je bila družina Josepha Smitha, ki je potoval iz Sharona v Vermontu do Palmyre v New Yorku. Premik je posredno vplival na nastanek verske knjige o mormonih in ustanovitvi Cerkve Jezusa Kristusa svetih iz poslednjih dni, mormonizma.
Junija leta 1816 so nenehne padavine in frigidno poletje prisilile Mary Shelley, Johna Williama Palidorija in njune prijatelje, da so ves čas svojega dopustovanja v Švici preživeli v notranjosti vile Diodati s pogledom na Ženevsko jezero. Odločili so se, da bodo tekmovali v tem, kdo bo napisal najbolj srhljivo zgodbo, in tako je Shelley napisala noveli o Frankensteinu in lordu Byronu. Knjigi sta kasneje navdihnili Polidorija pri pisanju knjige The vampyre (Vampir), ki je bila predhodnica uspešnice Drakula. Prav tam je tudi lord Byron dobil navdih za pesem Darkness (Tema).
Kemik Justus Von Liebig, ki je kot otrok v Darmstadtu na lastni koži izkusil lakoto, je kasneje preučeval rastlinsko prehranjevanje in uvedel mineralno gnojilo.

## Primerljivi dogodki
• ognjenik Toba (pred 70.000 do 75.000 leti)
• vremenske motnje v letih 1628−26 pr. n. št., ki jih večinoma pripisujejo izbruhu ognjenika Santorini
• izbruh ognjenika Hekla 3 okoli leta 1200 pr. n. št., ki sovpada s koncem bakrene dobe
• izbruh ognjenika Hetape okoli leta 180 n. št.
• izredne vremenske dogodke v letih 535 in 536 n. št. pripisujejo vulkanskemu izbruhu
• izbruh ognjenika Heaven lake (Nebeško jezero) med Severno Korejo in Kitajsko okoli leta 969 n. št.
• izbruh ognjenika Rinjani na otoku Lombok v Indoneziji leta 1257
• izbruhu ognjenika Kuwae so pripisali vlogo pri padcu Konstantinopla leta 1453
• zaradi izbruha ognjenika Huaynaputina v Peruju je bilo leto 1601 najhladnejše leto na severni polobli v šestih stoletjih, istega leta sta bili zima in pomlad izredno mrzli, poletje pa hladno in deževno
• izbruh ognjenika Laki na Islandiji v letih 1783 in 1784 je bil tragičen za tisoče Evropejcev
• izbruh ognjenika Pinatubo leta 1991 je sprožil nenavadne vremenske vzorce in začasne ohladitve v ZDA, posebno na severovzhodu in bližnjem zahodu države. Nenavadno blagi zimi in topli pomladi leta 1992 je sledilo hladno in deževno poletje. Med letoma 1991 in 1993 so se vzdolž zahodne obale ZDA, še posebej v Kaliforniji, padavine okrepile.

## Pop kultura
Na albumu Oh Perilous World je čelo-rock skupina Rasputina napisala pesem z naslovom "1816, leto brez poletja". Pete Sutherland, folk pevec iz Vermonta, je skomponiral pesem z naslovom "1800 and froze to death", ki je bila posneta leta 2009 na zgoščenki "Thufters and Through-Stones: The music of Vermont's first 400 years". Mehiški pisec romanov in režiser Guillermo del Toro se v svoji tezi z naslovom "Why Vampires Never Die" (Zakaj vampirji nikoli ne umrejo) v sodelovanju z ameriškim pisateljem Chuckom Hoganom sklicuje na poletje leta 1816, ki je tudi obdobje, v katerem je okvirna interpretacija "Vampirja" prvič nastala.